# Chilocorus stigma
Chilocorus stigma este o specie de aparținând familiei Coccinellidae ce trăiește în Statele Unite și în Canada, exceptând zona Sierra Nevada. Specia  Chilocorus orbus este larg răspândită în California.  De asemenea, specia trăiește și în Oceania și a fost introdusă în Hawaii.